# Pedro da Costa Leal
Pedro da Costa Leal (Porto, ? — Ponta Delgada, 9 de Setembro de 1625) foi o 11.º bispo de Angra, tendo governado aquela diocese de 1623 a 1625.

## Biografia
D. Pedro da Costa Leal era doutor em Teologia pela Faculdade de Teologia da Universidade de Coimbra, instituição onde ensinou até 1605. Ordenado presbítero, foi colegial de São Pedro, cónego magistral da Sé de Évora (1612) e membro do Conselho de El-Rei. Foi sagrado em Lisboa como bispo de Angra, tomando posse da diocese a 24 de Agosto de 1623.
Quando entrou na cidade de Angra encontrou a aristocracia local dividida em parcialidades e envolta num ambiente de ódios e desordens por causa do exercício dos cargos da governança (juízes, vereadores, procurador do concelho, provedor da Misericórdia e escrivão do hospital). Nessas parcialidades tomavam parte as principais autoridades locais, incluindo o governador do presídio espanhol aquartelado no Castelo de São Filipe do Monte Brasil. A intervenção do novo bispo, com o apio real, levou a que um dos principais líderes da desavença, o fidalgo e capitão-mor Manuel do Canto e Castro, fosse chamado à corte de Madrid e aí severamente repreendido.
Uma das principais medidas pastorais deste bispo foi a reorganização dos cargos eclesiásticos, separando as tesourarias paroquiais as funções dos vigários por ser inconveniente servirem os vigários que, por dever de ofício, devem estar no altar dizendo Missa e não na sacrestia.
Realizou uma visita pastoral à ilha do Faial e iniciou a visita à ilha de São Miguel, nela inaugurando a 25 de Julho de 1625 a Confraria dos Artistas sob a invocação de Nossa Senhora da Vida, instituição que os jesuítas tinham fundado na igreja do seu Colégio de Ponta Delgada.
Entre este prelado e o conde da Ribeira Grande, D. Rodrigo da Câmara, desenvolveu-se um grave desentendimento pessoal que levou o conde a mandar tocar a rebate quando o bispo celebrava Missa Pontifical na Matriz de Ponta Delgada com o objectivo de subtrair o povo à celebração. O bispo que faleceu, de ressentido, alguns dias depois. Foi o primeiro bispo a ser sepultado na Matriz de Ponta Delgada.